# Peremoha (stanice metra v Charkově)
Peremoha (ukrajinsky Перемога) je konečná stanice charkovského metra na Oleksijivské lince.

## Charakteristika
Stanice je trojlodní, obklad pilířů je z hnědého mramoru a obklad kolejové zdi je z bílého mramoru.
Stanice má dva vestibuly, oba ústící na prospekt Ljudvida Svobody a prospekt Peremohy.